# Frontoserolis acuminata
Frontoserolis acuminata är en kräftdjursart som först beskrevs av Mrs. Sheppard 1957.  Frontoserolis acuminata ingår i släktet Frontoserolis och familjen Serolidae. Inga underarter finns listade i Catalogue of Life.